# Майский, Миша
Ми́ша Ма́йский (латыш. Miša Maiskis, ивр. מישה מייסקי‎, при рождении Михаил Леопольдович Майский; род. 10 января 1948, Рига) — советский и израильский виолончелист.

## Биография
Михаил Майский родился 10 января 1948 года в Риге. Учился вместе с Михаилом Барышниковым.
После победы на Всесоюзном конкурсе исполнителей в 1965 году был приглашён Мстиславом Ростроповичем продолжить обучение у него в Московской консерватории; уже в следующем году стал лауреатом Московского международного конкурса имени П. И. Чайковского.
После отъезда в 1969 году сестры Лины Якобсон в Израиль Майский стал подвергаться преследованиям властей и по сфабрикованному обвинению в 1970 году был осуждён за спекуляцию, более года провёл на принудительных работах в городе Дзержинске Горьковской области. Чтобы избежать службы в армии, после освобождения провёл ещё два месяца в психиатрической больнице, и наконец в 1972 году получил разрешение на репатриацию в Израиль.
Учился у Григория Пятигорского в Лос-Анджелесе, став таким образом единственным музыкантом, занимавшимся у двух этих великих виолончелистов.
В 1973 году занял второе место (первое никому не было присуждено) на международном конкурсе имени Кассадо во Флоренции. В 1973 году на фестивале Израиля его услышал Пабло Казальс и провел с ним несколько занятий. В 1974 году по рекомендации Айзека Стерна Майский стал стипендиатом фонда культуры «Америка — Израиль» и уехал в США, где принял участие в камерном фестивале Рудольфа Серкина, затем четыре месяца занимался у Григория Пятигорского в Лос-Анджелесе, после чего начал активную концертную деятельность (сольные концерты по всему миру, в том числе в Лондоне, Париже, Берлине, Нью-Йорке, Вене, Амстердаме, Токио). Работал с Леонардом Бернстайном, сделал вместе с ним ряд записей.
В настоящее время[когда?] проживает в Бельгии. В разное время он играл с такими прославленными музыкантами, как пианисты Марта Аргерих, Раду Лупу, скрипачи Гидон Кремер и Максим Венгеров, дирижёры Леонард Бернстайн, Зубин Мета, Владимир Ашкенази, Даниэль Баренбойм, Джузеппе Синополи, альтист и дирижёр Юрий Башмет.
В 1995 году после 23-летнего перерыва Майский снова выступил в Москве и затем гастролировал в России ещё несколько раз — в частности, завершив в 1997 году своим концертом фестиваль «Д. Д. Шостакович и мировая музыкальная культура»; по поводу этого концерта рецензент газеты «КоммерсантЪ» отмечал:

Миша Майский слишком могуч, чтобы умирать в композиторе. Он не медитирует, не созерцает; активность хлещет из него не только там, где внезапные рывки и сбросы темпа напоминают о езде на спортивном «Феррари», но и в нежных, проникновенных местах. <…> Оправдало идею организаторов <…> исполнение Мишей Майским самого Шостаковича: оно и было тем самым, что подразумевает, по высокому счёту, название завершившего фестиваля.

По словам Миши Майского, он предполагает, что начал играть на виолончели, так как сестра уже играла на рояле, а брат на скрипке: «Виолончель стала заключением семейного трио, которое не получилось». В интервью сайту Тайга.инфо он объяснил, как начал играть: «Когда меня спрашивают, в каком возрасте я начал играть на виолончели, я отвечаю, что довольно поздно по тем временам: я начал играть в том же возрасте, когда бросил курить. Спрашивают: „Так поздно?!“ — „Да, мне было 8 лет“. Мой папа, к сожалению, был серьёзный курильщик и поэтому очень молодым умер от рака легких, а я у него с тумбочки крал сигареты и дымил, ещё будучи в детском саду. А когда мне было 8 лет, мы каким-то образом раздобыли огромную голландскую сигару, я один раз затянулся и с тех пор никогда не курил. Может, под влиянием этой сигары я понял, что буду играть на виолончели. Никто не мог себе представить этого, все меня пытались убедить, что это сумасшедшая идея, но я настоял и до сих пор пытаюсь играть».

## Семья
- Отец — Леопольд Богуславский. Поменял фамилию на Майский в честь Первого мая.
- Сестра — Лина Якобсон (англ. Lena Jacobson, 1938—?), пианистка и концертмейстер.
- Брат — музыковед, органист и клавесинист Валерий Майский (1942—1981)[9][10]. Окончил Ленинградскую консерваторию как клавесинист и органист по классу И. Браудо (1896—1970) и как музыкант-теоретик. Доктор искусствоведения. Выступал в Советском Союзе как органист и клавесинист. С 1973 г. жил в Израиле. Преподавал музыковедение в университете Бар-Илан, выступал с сольными и камерными программами (в том числе вместе с братом). Давал органные концерты, организовал и провёл цикл лекций-концертов, посвящённых музыке Баха, в церкви «Бет Иммануэль» в Яффе, на сборы от которых здание было переоборудовано, был построен новый орган, и помещение стало главным органным концертным залом Израиля. Записал две пластинки органной музыки. Погиб в автокатастрофе[11].
- Дочь — Лили Майская, пианистка, родилась в Париже в 1987 году и выросла в Брюсселе. Сын — Саша Майский, скрипач, родился в Брюсселе в 1989 году. Лили и Саша выступали с отцом в составе «Майский Трио».
- Во втором браке с Эвелин Де Сильва (Evelyn De Silva) — три сына: Максим (род. 2004), Мануэль (род. 2009) и Матео (род. 2013), а также дочь Мила Элина (род. 2015).

## Награды
- Кавалер ордена «За заслуги перед культурой»[рум.] в категории B «Музыка» (2009, Румыния)[12].
- Премия Echo Klassik инструменталисту года (2003).